# Landtag Steiermark

Steirisches Landeswappen

Plenarsaal

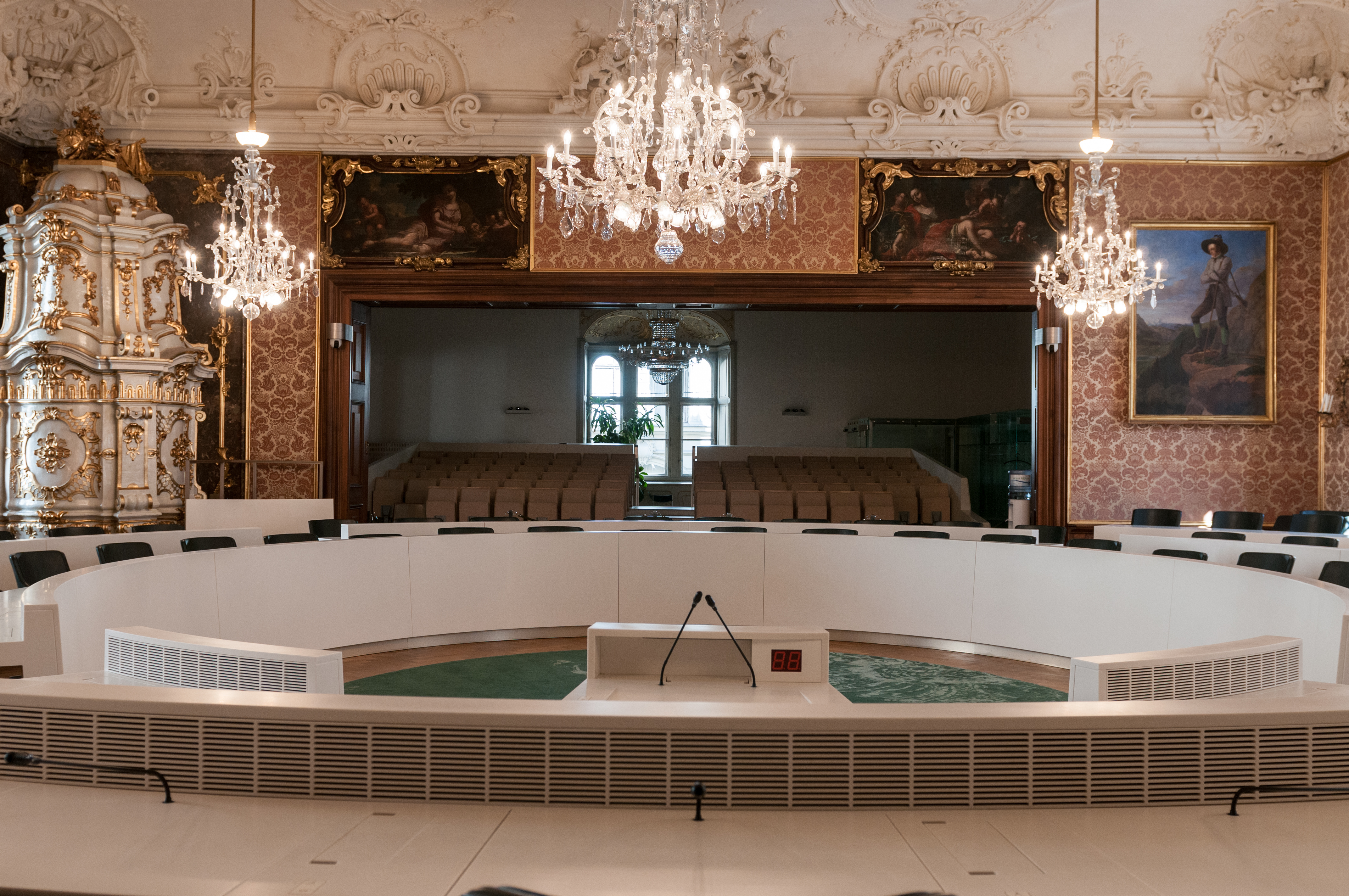
Plenarsaal, Blick vom Präsidium

Rittersaal

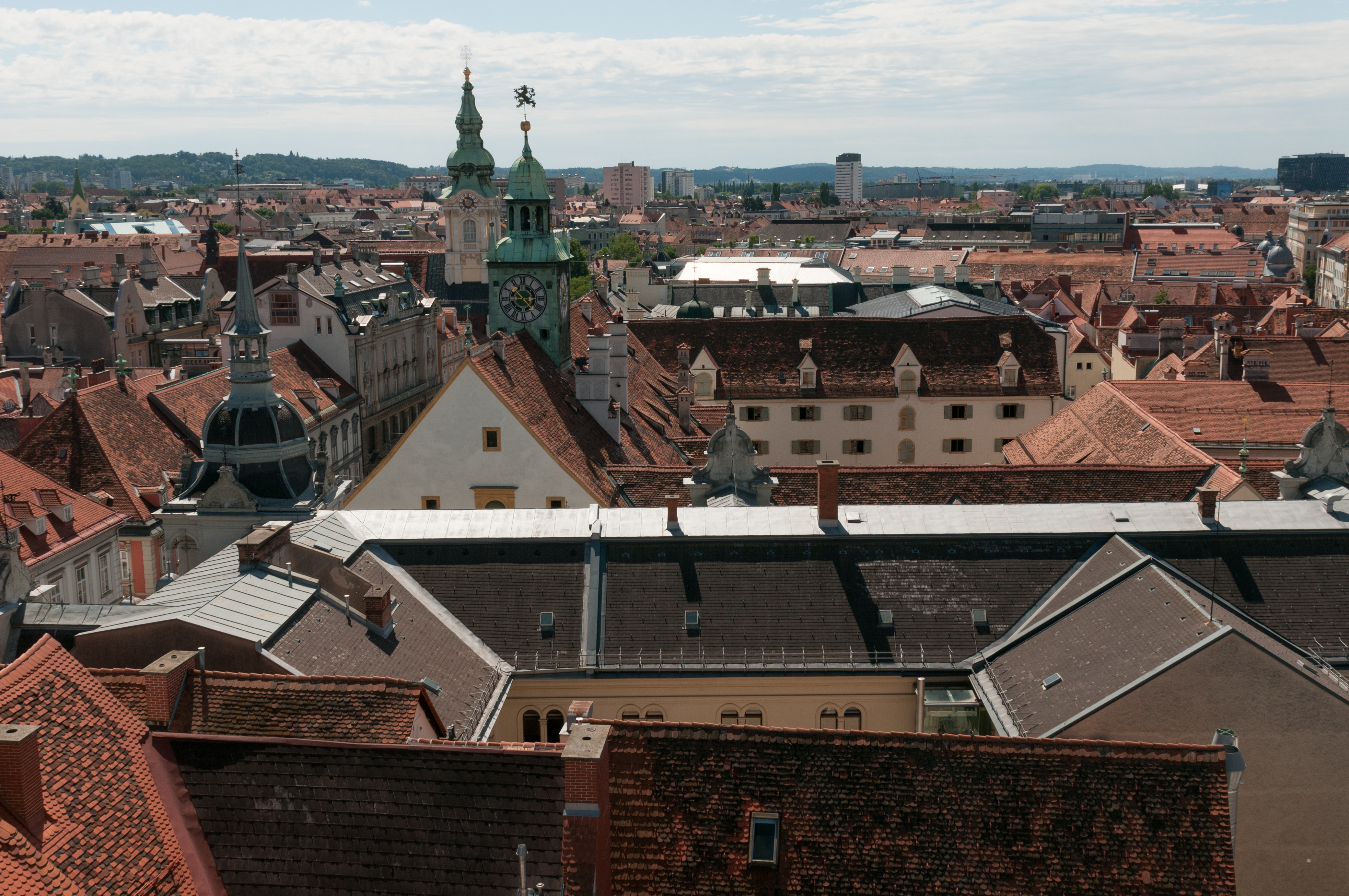
Landhaus, vom Rathausturm gesehen

Der Landtag Steiermark (früher Steiermärkischer Landtag) ist der Landtag des österreichischen Bundeslandes Steiermark. Er ist in jenen Bereichen, die nicht ausdrücklich dem Bund übertragen sind, zur Gesetzgebung berufen.

## Wahlen und Organisation
Der Landtag bestand bis 2015 aus 56 Abgeordneten, die auf Grund des gleichen, unmittelbaren, geheimen und persönlichen Verhältniswahlrechtes aller Landesbürger gewählt werden, die am Wahltag das 16. Lebensjahr vollendet haben (Art. 10 Abs. 1 der Steirischen Landesverfassung).
Wahlen zum Steirischen Landtag finden alle fünf Jahre statt, der Landtag kann aber frühzeitig seine Auflösung beschließen. Am 30. Juni 2011 beschlossen die damaligen beiden Regierungsparteien SPÖ und ÖVP ab Beginn der XVII. Gesetzgebungsperiode, im Jahr 2015, den Landtag zu verkleinern. So besteht der Landtag Steiermark seit der konstituierenden Sitzung am 16. Juni 2015 nur mehr aus 48 Abgeordneten. Für den Einzug in den Landtag muss keine Prozent-Hürde überschritten werden, sondern ein Grundmandat in einem der vier Wahlkreise muss erreicht werden.
Nach der Landtagswahl vom 26. September 2010 waren fünf Parteien im Landtag Steiermark vertreten. Neben den beiden Volksparteien SPÖ und ÖVP waren dies die FPÖ, die KPÖ und die Grünen. Nachdem sie 2005 aus dem Landtag ausziehen musste, schaffte die FPÖ mit einem Prozentanteil von rund elf Prozentpunkten den Wiedereinzug in den Landtag und erhält sechs Landtagsmandate. Nach der Landtagswahl 2015 bildeten ÖVP und SPÖ die Landesregierung Schützenhöfer I unter Landeshauptmann Hermann Schützenhöfer. Nach der Landtagswahl 2019 bildeten weiterhin die ÖVP und die SPÖ die Landesregierung.

### Wahl 2010
Diff. = Differenz zur vorherigen Wahl
| Partei     | Prozent | Diff.     | Mandate | Diff. |
| ---------- | ------- | --------- | ------- | ----- |
| SPÖ        | 38,26 % | (−3,41 %) | 23      | −2    |
| ÖVP        | 37,19 % | (−1,47 %) | 22      | −2    |
| FPÖ        | 10,66 % | (+6,10 %) | 06      | +6    |
| Die Grünen | 05,55 % | (+0,82 %) | 03      | ±0    |
| KPÖ        | 04,41 % | (−1,93 %) | 02      | −2    |

Nach der vorverlegten Landtagswahl am 31. Mai 2015 sind in der XVII. Gesetzgebungsperiode abermals die fünf Parteien SPÖ, ÖVP, FPÖ, GRÜNE und KPÖ in gleich gebliebener Reihenfolge vertreten.

### Wahl 2015
Diff. = Differenz zur vorherigen Wahl
| Partei     | Prozent | Diff.      | Mandate | Diff. |
| ---------- | ------- | ---------- | ------- | ----- |
| SPÖ        | 29,29 % | 0(−8,97 %) | 15      | −8    |
| ÖVP        | 28,45 % | 0(−8,74 %) | 14      | −8    |
| FPÖ        | 26,76 % | (+16,10 %) | 14      | +8    |
| Die Grünen | 06,68 % | 0(+1,13 %) | 03      | ±0    |
| KPÖ        | 04,22 % | 0(−0,19 %) | 02      | ±0    |

Der steirische Landtag löste sich am 5. September 2019 vorzeitig auf. Es wurden Neuwahlen für November 2019 anberaumt.

### Wahl 2019
Die Landtagswahl vom 24. November 2019 brachte folgendes Ergebnis:
| Partei | Stimmen | Prozent | Diff.      | Mandate | Diff. |
| ------ | ------- | ------- | ---------- | ------- | ----- |
| ÖVP    | 217.036 | 36,05 % | (+ 7,60 %) | 18      | + 4   |
| SPÖ    | 138.572 | 23,02 % | (- 6,28 %) | 12      | - 3   |
| FPÖ    | 105.294 | 17,49 % | (- 9,27 %) | 8       | - 6   |
| Grüne  | 72.749  | 12,08 % | (+ 5,40 %) | 6       | + 3   |
| KPÖ    | 36.062  | 5,99 %  | (+ 1,77 %) | 2       | 0     |
| NEOS   | 32.346  | 5,37 %  | (+ 2,74 %) | 2       | + 2   |

Diff. = Differenz zur vorherigen Wahl
Die Wahlbeteiligung lag bei 63,46 %. (2015: 67,90 %)

### Wahlkreise
Der Art. 10 Abs. 2 der steirischen Landesverfassung bestimmt, dass die Ermittlung der Landtagsmandate in Wahlkreisen zu erfolgen hat. „Die Wähler üben ihr Wahlrecht in Wahlkreisen aus, von denen jeder ein geschlossenes Gebiet umfassen muss. Die Zahl der Abgeordneten ist auf die Wahlkreise im Verhältnis der Zahl der Landesbürger zu verteilen. Eine Gliederung der Wahlberechtigten in andere Wahlkörper ist nicht zulässig. […]“
Die Steiermark umfasst vier Wahlkreise:
- Wahlkreis 1 (Graz und Graz-Umgebung, 15 Mandate)
- Wahlkreis 2 (Oststeiermark, 11 Mandate)
- Wahlkreis 3 (Weststeiermark, 8 Mandate)
- Wahlkreis 4 (Obersteiermark, 14 Mandate).[5]

### Vorsitz
Der neugewählte Landtag ist vom Präsidenten des bisherigen Landtages längstens binnen vier Wochen nach der Wahl einzuberufen. Dieser Präsident nimmt in der ersten Sitzung des neugewählten Landtages die Angelobung der Abgeordneten entgegen und leitet nach den Bestimmungen der Geschäftsordnung des Landtages die Wahl des ersten Präsidenten des neuen Landtages (Art. 13 Abs. 2 der Steirischen Landesverfassung).
Der Landtag wählt aus seiner Mitte den Landtagspräsidenten und zwei Stellvertreter. Wer Mitglied der Landesregierung ist, kann nicht Mitglied des Landtagspräsidiums werden. Der Landtag wird von seinem Präsidenten in jedem Jahr zu einer ordentlichen Tagung einberufen, die nicht vor dem 15. September beginnen und nicht länger als bis zum 15. Juli des folgenden Jahres dauern soll.

### Ausschüsse
„Der Landtag hat den Unvereinbarkeitsausschuss, den Kontrollausschuss, den Ausschuss für Angelegenheiten der Europäischen Union, den Petitionsausschuss, den Ausschuss für Notsituationen, den Ausschuss für Vereinbarungen und Staatsverträge sowie weitere zur Vorberatung der Verhandlungsgegenstände erforderliche Ausschüsse einzurichten“ (Art. 22 Abs. 1 der Steirischen Landesverfassung). Der Landtag kann weiters Untersuchungsausschüsse einsetzen.

## Kompetenzen

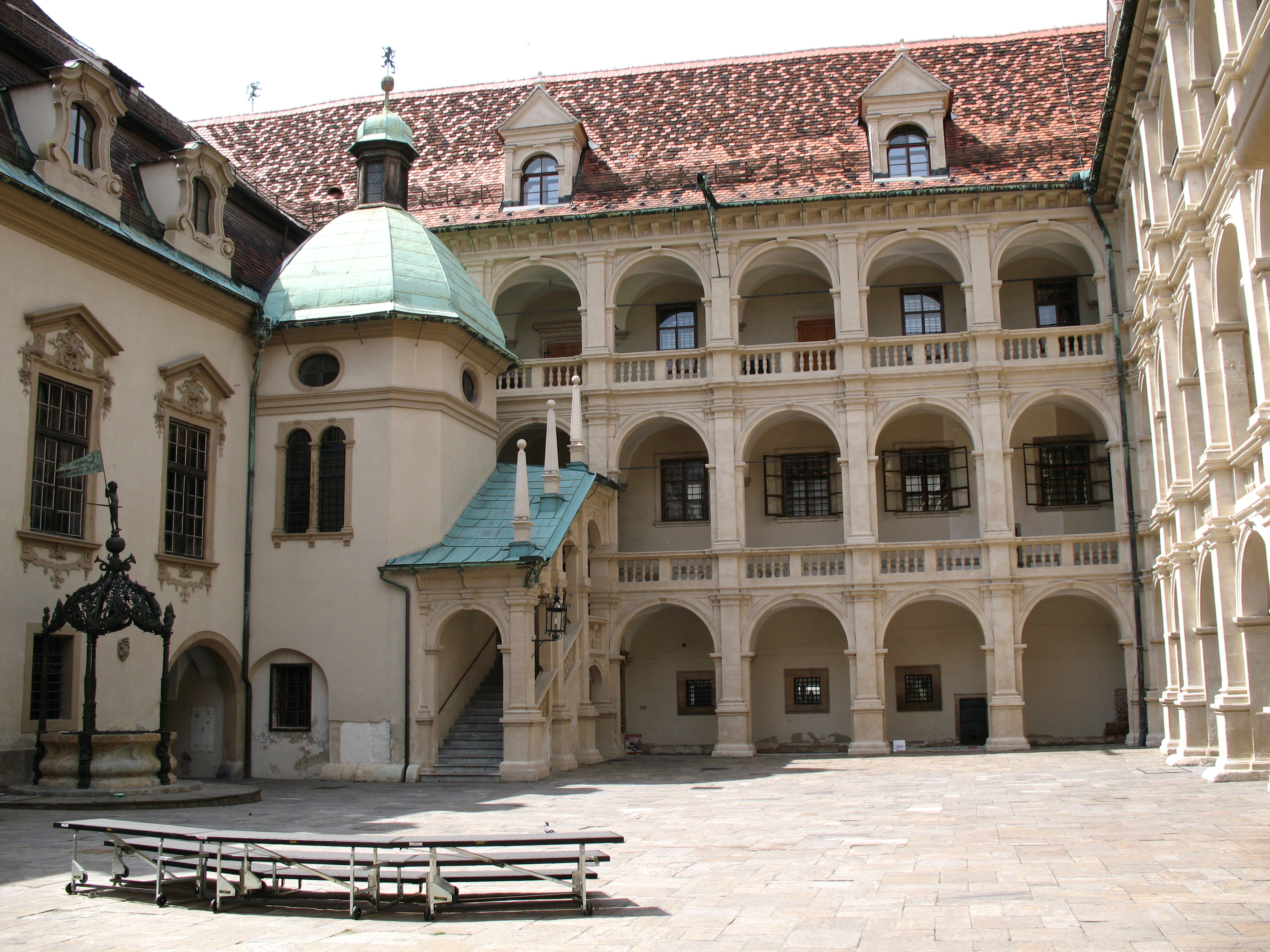
Landhaus in Graz

Der Landtag Steiermark hat neben seiner Gesetzgebungskompetenz auch weitere Kontrollfunktionen und Ernennungsvollmachten. So wählt und kontrolliert der Landtag die Landesregierung, die für ihre Gebarung dem Landtag verantwortlich ist. Auch wählt der Landtag die Leiterin/den Leiter des Landesrechnungshofes. Art. 21 Abs. 2 der Landesverfassung bestimmt zudem: „Der Landtag ist befugt, seinen Wünschen über die Ausübung der dem Land zukommenden Vollziehung in Entschließungen Ausdruck zu geben. Zur Wahrung des allgemeinen Landesinteresses kann der Landtag darüber hinaus über alle sonstigen Angelegenheiten beraten und allenfalls Beschlüsse fassen.“

## Geschichte
In der Steiermark bestanden historisch die Steiermärkischen Landstände. In der Revolution von 1848/1849 im Kaisertum Österreich wurden sie letztmals einberufen und wählten Vertreter in den Ständischen Zentralausschuss. Im gleichen Jahr wurde dann ein provisorischer Steiermärkischer Landtag gewählt.
Mit der Landesordnung von 26. Februar 1861 wurde als Ergebnis des Februarpatentes ein Steiermärkischer Landtag eingerichtet. Am 6. April 1861 trat er erstmals zusammen. Er wurde in unterschiedlichen Kurien gewählt. Die erste Klasse bestand aus den größten Grundbesitzern, die zweite aus den Städten und Märkten, die dritte aus den Vertretern der Handels- und Gewerbekammern (Graz und Leoben) und der Klasse der Landgemeinden. Virilstimmen hatten der Fürstbischof von Seckau, der Fürstbischof von Lavant und der Rektor der Universität Graz.
Nach dem Ersten Weltkrieg wurde das ehemalige Kronland Steiermark zwischen Jugoslawien und Österreich geteilt. Der deutschösterreichische Teil bildete das Bundesland Steiermark. Das Gesetz vom 6. Dezember 1918, womit eine Landesordnung für das Land Steiermark erlassen wird bestimmte, dass eine steiermärkische provisorische Landesversammlung als neuer, provisorischer Landtag geschaffen werden sollte. Diese bestand aus sechzig durch Vereinbarung der politischen Parteien des Landes Steiermark bestimmten Mitglieder. Hauptaufgabe war die Erarbeitung eines neuen Wahlgesetzes. Mit dem Gesetz vom 13. März 1919, über die Durchführung von Neuwahlen in den Landtag. Dieser erste frei gewählte Landtag trat am 27. Mai 1919 erstmals zusammen. Der Landtag wirkte als Verfassungsgebende Versammlung und beschloss das Gesetz vom 26. November 1920, womit eine vorläufige Landesverfassung für das Land Steiermark erlassen wird. Ebenfalls beschlossen wurde das Gesetz vom 15. September 1920, mit welchem die Tätigkeitsperiode des steiermärkischen Landtages abgekürzt und die gleichzeitige Durchführung von Neuwahlen für den Landtag im Jahre 1920 mit den Wahlen in die Nationalversammlung angeordnet wird und das Gesetz vom 15. September 1920, betreffend die Wahlordnung für den steiermärkischen Landtag Gemäß diesen Rechtsgrundlagen wurden von 1920 bis 1934 in vier Wahlperioden den Landtag gewählt.
Die Landesverfassung wurde 1934 nach ständischen Prinzipien neu gestaltet. Die nun 36 Mitglieder des Landtages wurden nach berufsständischen Kriterien bestimmt und vom Landeshauptmann ernannt. Die letzte Sitzung des Landtags fand am 17. Jänner 1938 statt.